# Кубок Львівської області з футболу 2015
Кубок Львівської області 2015 року проводився Федерацією футболу Львівської області серед аматорських команд Львівщини. Матчі проходили в період з 2 травня по 23 серпня 2015 року. В змаганнях виявили бажання взяти участь 20 команди, які виступають у Прем’єр-лізі,  Першій та Другій лігах обласних змагань. Серед них 8 команд – представники Прем’єр-ліги (виділені жирним шрифтом). 
У фінальному поєдинку, який проходив на львівському стадіоні СКА, зустрілись футбольні клуби «Бори» з Боринич/Ходорова та Винниківський «Рух». Матч завершився перемогою чинного чемпіона області. Це друга поспіль перемога «Руху» в кубку області.
Після матчу голова Федерації футболу Львівщини Ярослав Грисьо вручив учасникам вирішального матчу заслужені нагороди. 

## Результати
|  | Попередній етап       |                              | ⅛ фіналу                     |                      | Чвертьфінали     |                      | Півфінали            |                 | Фінал    |               | ПЕРЕМОЖЕЦЬ    |
|  |                       |                              |                              |                      |                  |                      |                      |                 |          |               |               |
|  | ФК «Черляни»          |                              |                              |                      |                  |                      |                      |                 |          |               |               |
|  |                       | СК «Східниця»                |                              |                      |                  |                      |                      |                 |          |               |               |
|  | СК «Східниця»         | 2:0                          | 2:0                          | ФК «Миколаїв»        | ФК «Миколаїв»    |                      |                      |                 |          |               |               |
|  |                       |                              | ФК «Миколаїв»                | 3:2                  | 3:2              |                      |                      |                 |          |               |               |
|  |                       |                              |                              |                      |                  |                      |                      |                 |          |               |               |
|  | ФК «Лапаївка»         |                              |                              |                      |                  | ФК «Миколаїв»        | ФК «Миколаїв»        |                 |          |               |               |
|  | «Фенікс-Стефано»      | «Фенікс-Стефано» Підмонастир | «Фенікс-Стефано» Підмонастир |                      |                  | 3:0                  | 3:0                  |                 |          |               |               |
|  | Підмонастир           | 3:2                          | 3:2                          | «Фенікс-Стефано»     | «Фенікс-Стефано» |                      |                      |                 |          |               |               |
|  |                       |                              | ФК "Острів" Чорний Острів    |                      | 1:0              |                      |                      |                 |          |               |               |
|  |                       |                              |                              |                      |                  |                      |                      | ФК «Бори» Б.-Х. |          |               |               |
|  |                       |                              | СОК "Пульс-Авангард" Жидачів |                      |                  |                      |                      |                 | 1:0,4:1  |               |               |
|  |                       |                              |                              | ФК «Бори» Б.-Х.      |                  |                      |                      |                 |          |               |               |
|  |                       |                              | «Бори» Бориничі-Ходорів      |                      | 5:0              |                      |                      |                 |          |               |               |
|  |                       |                              |                              |                      |                  |                      |                      |                 |          |               |               |
|  | «Юність» Верхня Білка |                              |                              |                      |                  | ФК «Бори» Б.-Х.      | ФК «Бори» Б.-Х.      |                 |          | logo          | logo          |
|  | ФК «Яричів»           | «Юність» Верхня Білка        | «Юність» Верхня Білка        |                      |                  |                      | 2:0                  |                 |          | logo          | logo          |
|  | Новий Яричів          | 7:1                          | 7:1                          | ФК «Опір» Львів      | ФК «Опір» Львів  |                      |                      |                 |          | logo          | logo          |
|  |                       |                              | ФК «Опір» Львів              | 3:1                  | 3:1              |                      |                      |                 |          | logo          | logo          |
|  |                       |                              |                              |                      |                  |                      |                      |                 |          | logo          | logo          |
|  |                       |                              | «Прикарпаття» Старий Самбір  |                      |                  |                      |                      |                 |          | logo          | logo          |
|  |                       |                              |                              | «Кар’єр» Торчиновичі |                  |                      |                      |                 |          | logo          | logo          |
|  |                       |                              | «Кар’єр» Торчиновичі         |                      | 7:0              |                      |                      |                 |          | «Рух» Винники | «Рух» Винники |
|  |                       |                              |                              |                      |                  | «Кар’єр» Торчиновичі | «Кар’єр» Торчиновичі |                 |          |               | 1:0           |
|  |                       |                              | «Думна» Ременів              |                      |                  |                      | 2:1                  |                 |          |               |               |
|  |                       |                              |                              | «Гірник» Соснівка    |                  |                      |                      |                 |          |               |               |
|  |                       |                              | «Гірник» Соснівка            |                      | 6:1              |                      |                      |                 |          |               |               |
|  |                       |                              |                              |                      |                  |                      |                      | «Рух» Винники   |          |               |               |
|  |                       |                              | «Гірник» Новояворівськ       |                      |                  |                      |                      |                 | 2:0, 4:2 |               |               |
|  |                       |                              |                              |                      |                  |                      |                      |                 |          |               |               |
|  |                       |                              |                              | СКК «Демня»          |                  |                      |                      |                 |          |               |               |
|  |                       |                              | СКК «Демня»                  |                      | 1:0              |                      |                      |                 |          |               |               |
|  |                       |                              |                              |                      |                  |                      |                      |                 |          |               |               |
|  | «Арсенал» Старе Село  |                              |                              |                      |                  | «Рух» Винники        | «Рух» Винники        |                 |          |               |               |
|  | «Галичина»            | «Арсенал» Старе Село         | «Арсенал» Старе Село         |                      |                  |                      | 0:0 п.п. 5:4         |                 |          |               |               |
|  | Великий Дорошів       |                              | 6:2                          | «Рух» Винники        | «Рух» Винники    |                      |                      |                 |          |               |               |
|  |                       |                              | «Рух» Винники                |                      | 6:3              |                      |                      |                 |          |               |               |

### Фінал
Арбітр: Ярослав Біць.
Асистенти арбітра: Юрій Ковальчук, Руслан Хомин.
Резервний арбітр: Андрій Смольський
Делегат ФФЛ: Степан Понайда.
 Гол:  83' Шептицький Олег.
«Рух»: Шевчук Юрій; Романюк Віталій; Бойко Роман; Дмитрух Віталій (  51' Гусаковський Юрій); Баглай Андрій; Костик Богдан; Кікоть Андрій (  90' Фурта Юрій); Макар Володимир (  90' Панасюк Олег); Іванов Роман (  58' Шептицький Олег); Шацьких Максим (  65' Сергеєв Сергій); Омельченко Олексій. Запасні: Дяченко Олександр; Манорик Роман; Молоков Іван. 
 ФК «Бори» :  Литвин Назар; Вербний Володимир (  81' Грицик Руслан); Михальчук Ростислав; Танечник Роман; Василів Василь (  70' Денис Василь); Волошин Ярослав; Лашин Олег (  78' Цюпка Назар); Павлів Остап (  59' Підлісецький Олег);  Шафранський Сергій; Зубар Святослав; Дячук-Ставицький Михайло  Запасні: Брунець Руслан; Чачунь Роман; Сухій Андрій. 
Попередження:  24' Танечник Роман;  52' Зубар Святослав;  66' Дячук-Ставицький Михайло;   83' Шептицький Олег;  84' Денис Василь;  89' Баглай Андрій;  90+3' Шевчук Юрій.

## Кубок серед юнацьких команд
З 5 серпня  по 15 жовтня 2015 року на футбольних полях Львівщини проходив третій розіграш Кубка області серед юнацьких команд. Боротьбу за почесний трофей розпочали дев’ятнадцять команд. 
Переможцем турніру стали юнаки першолігової ФК «Мостиська».
|  | Перший етап                  |                 | ⅛ фіналу               |                    | Чвертьфінали    |                    | Півфінали    |                    | Фінал        |                | ПЕРЕМОЖЕЦЬ   |
|  |                              |                 |                        |                    |                 |                    |              |                    |              |                |              |
|  |                              |                 | ФСК «Яворів»           |                    |                 |                    |              |                    |              |                |              |
|  |                              |                 |                        | ЛКС «Поґонь» Львів |                 |                    |              |                    |              |                |              |
|  |                              |                 | ЛКС «Поґонь» Львів     | 3:0                | 3:0             |                    |              |                    |              |                |              |
|  |                              |                 |                        |                    |                 | ЛКС «Поґонь» Львів |              |                    |              |                |              |
|  |                              |                 | «Енергетик» Добротвір  |                    |                 |                    | +:-          |                    |              |                |              |
|  |                              |                 |                        | «Гірник» Соснівка  |                 |                    |              |                    |              |                |              |
|  |                              |                 | «Гірник» Соснівка      |                    | 5:4             |                    |              |                    |              |                |              |
|  |                              |                 |                        |                    |                 |                    |              | ЛКС «Поґонь» Львів |              |                |              |
|  |                              |                 | ФК «Новошичі»          |                    |                 |                    |              | +:-                | +:-          |                |              |
|  |                              |                 |                        | ФК «Миколаїв»      |                 |                    |              |                    |              |                |              |
|  |                              |                 | ФК «Миколаїв»          | 4:2                | 4:2             |                    |              |                    |              |                |              |
|  |                              |                 |                        |                    |                 | ФК «Опір» Львів    |              |                    |              |                |              |
|  |                              |                 | «Думна» Ременів        |                    |                 |                    | 5:0          |                    |              |                |              |
|  | «Фенікс-Стефано» Підмонастир |                 |                        | ФК «Опір» Львів    | ФК «Опір» Львів |                    |              |                    |              |                |              |
|  |                              | ФК «Опір» Львів | ФК «Опір» Львів        |                    | 5:0             |                    |              |                    |              |                |              |
|  | ФК «Опір» Львів              |                 | 2:0                    |                    |                 |                    |              |                    |              |                |              |
|  |                              |                 |                        |                    |                 |                    |              |                    |              | ФК «Мостиська» |              |
|  |                              |                 | «Шахтар» Червоноград   |                    |                 |                    |              |                    |              |                | 0:0 п.п. 5:4 |
|  |                              |                 |                        | «Юність» Гійче     |                 |                    |              |                    |              |                |              |
|  |                              |                 | «Юність» Гійче         |                    | 2:1             |                    |              |                    |              |                |              |
|  |                              |                 |                        |                    |                 | ФК «Львів»         |              |                    |              |                |              |
|  |                              |                 | «Богун» Броди          |                    |                 |                    | 5:0          |                    |              |                |              |
|  |                              |                 |                        | ФК «Львів»         |                 |                    |              |                    |              |                |              |
|  |                              |                 | ФК «Львів»             |                    | 1:1 п.п. 4:3    |                    |              |                    |              |                |              |
|  |                              |                 |                        |                    |                 |                    |              | ФК «Мостиська»     |              |                |              |
|  |                              |                 | «Хімік» Новий Розділ   |                    |                 |                    |              | 1:1 п.п. 3:0       | 1:1 п.п. 3:0 |                |              |
|  | «Юність» Верхня Білка        |                 |                        | «Рух» Винники      | «Рух» Винники   |                    |              |                    |              |                |              |
|  |                              | «Рух» Винники   | «Рух» Винники          |                    | 1:0             |                    |              |                    |              |                |              |
|  | «Рух» Винники                | +:- 1           | +:- 1                  |                    |                 |                    |              |                    |              |                |              |
|  |                              |                 |                        |                    |                 | ФК «Мостиська»     |              |                    |              |                |              |
|  |                              |                 | «Гірник» Новояворівськ |                    |                 | 2:2 п.п. 6:5       | 2:2 п.п. 6:5 |                    |              |                |              |
|  | ФОК «Городок»                |                 |                        | ФК «Мостиська»     | ФК «Мостиська»  |                    |              |                    |              |                |              |
|  |                              | ФК «Мостиська»  | ФК «Мостиська»         |                    | 1:0             |                    |              |                    |              |                |              |
|  | ФК «Мостиська»               |                 | 5:0                    |                    |                 |                    |              |                    |              |                |              |

1 — результат матчу «Юність» Верхня Білка - «Рух» Винники - 5:2 анульовано. Команді «Рух» Винники зараховано технічну перемогу.

### Фінал. Юнаки.
Арбітр: Василь Верблянський.
Асистенти арбітра: Андрій Смольський, Андрій Чулик.
 Делегат ФФЛ: Степан Понайда (Львів).
 «Поґонь»: Чеботарь Олег, Гірний Святослав, Наконечний Роман, Поник Руслан, Ткачук Назар, Іванишин Павло, Сидор Богдан, Павлюх Іван, Мацьків Ростислав (  71' Кадик Віталій), Паснак Андрій, Барабаш Віктор.  Запасні: Калита Орест, Тимчишин Андрій, Грещак Захар, Сачко Роман, Приходько Ігор, Кобів Андрій, Палій Олександр.
 «Мостиська»: Іваночко Іван, Кульматицький Юрій, Матис Андрій, Завада Василь, Шупка Володимир, Галун Назар, Щур Тарас, Буньо Володимир, Іваночко Тарас, Андрусевич Ростислав, Бджола Тарас (  80' Мартинюк Назар). Запасні: Марко Назарій, Козак Ростислав, Грендус Віталій, Мудрагеля Назар, Матуш Каміль, Балух Себастьян, Колесницький Каміль. 
Попередження:   33' Мацьків Ростислав;  50' Сидор Богдан;  80+2' Іванишин Павло.
| «Поґонь» Львів                                                                  | 4:5 | ФК «Мостиська»                                                                   |
| Поник Руслан · Сидор Богдан · Паснак Андрій · Барабаш Віктор · Наконечний Роман |     | Кульматицький Юрій · Матис Андрій · Завада Василь · Галун Назар · Іваночко Тарас |

## Інші кубкові турніри
2015 року Федерацією футболу Львівської області вперше було матч за Суперкубок Львівщини серед юнаків. Також відбувся традицій передсезонний (зимовий) Турнір пам’яті Е.Юста, в якому вперше перемогу святкувала стрийська «Скала», перемігши у фіналі Спортивно-культурний клуб «Демня» та  змагання за Кубок чемпіонів Львівщини.

### Кубок чемпіонів Львівської області.
В 2015 році фінішував тринадцятий розіграш Кубка чемпіонів Львівщини, котрий стартував матчами в групах ще восени 2014 року. В турнірі взяли участь 15 команд, чемпіони та призери районних чемпіонатів Львівської області. У фіналі зустрілись представники Жовківського та Мостиського районів.
Фінал.
Арбітр: Руслан Хомин
Асистенти арбітра: Чулик, Андрій Смольський
 Делегат ФФЛ: Ярослав Грисьо
Гол:  43'  Сідельник Дмитро.
ФК «Мостиська»:  Паук Роман; Савчак Андрій; Костецький Іван (  46' Щур Тарас,  63' Шагало Андрій); Качмар Володимир; Руденко Юрій; Маланяк Олег (  21' Завада Василь); Лешнівський Володимир; Волошин Юрій (  80' Матис Андрій); Яхимець Юрій; Бойко Андрій; Головач Роман. Запасний:  Бурбило Богдан.
 «Юність» Гійче:  Гайдучок Володимир; Колодій Роман; Гайдучок Михайло; Войтович Павло; Дроботій Павло (  72' Таратула Ігор); Мороз Назарій (  90' Васильків Андрій); Іванина Сергій; Козак Тарас ( 90' Яцків Назарій); Сідельник Дмитро ( 90' Поріцький Володимир); Шкоропад Іван ( 78' Гоцій Юрій); Мельник Микола. Запасні:  Федюк Володимир; Ворожбит Іван; Ворожбит Степан.
Попередження :  24' Костецький Іван;  37' Бойко Андрій;  50' Яхимець Юрій.